# حاسوب صغري

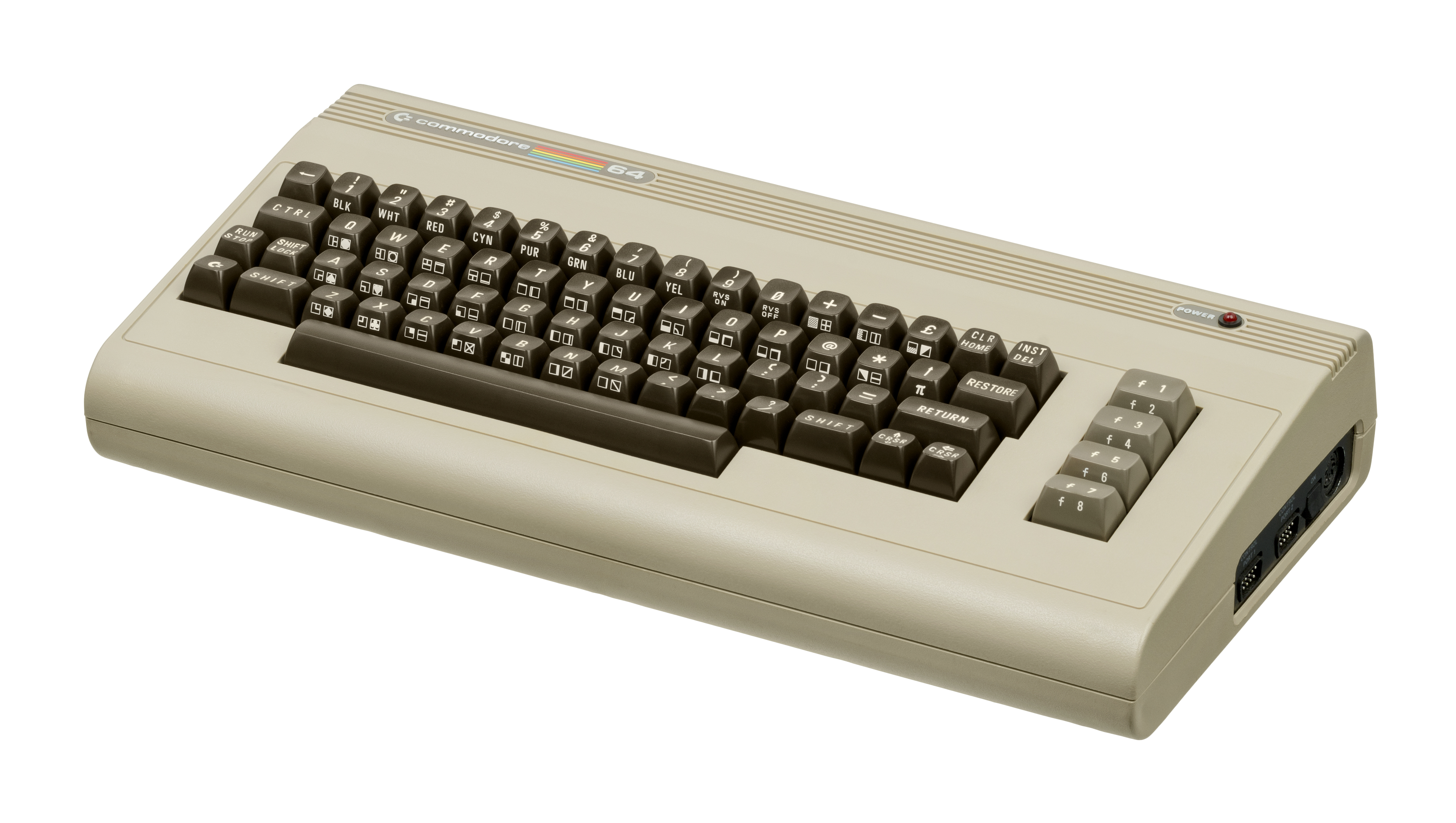

الحاسوب الدقيق (بالإنجليزية: Microcomputer)‏ هو جهاز إلكتروني رقمي قابل للبرمجة يتكون من وحدة أساسية هي المعالج الدقيق ووحدات ثانوية هي الذاكرة ووحدات الإدخال، والإخراج، والمؤقتات، وأحياناً محول رقمي تناظري.
أهم صوره:
- لوحة رئيسية ومجموعة كروت متصلة بها.
- بطاقة واحدة.
- شريحة واحدة: وفي هذه الحالة اما يستخدم للتحكم في عملية صناعية فيسمى المتحكم الدقيق أو يستخدم لمعالجة إشارة رقمية فيسمى معالج الإشارة الرقمية.